# Genrikh Gabaj
Genrikh Gabaj (russisk: Ге́нрих Сау́лович Габа́й) (født 6. oktober 1923 i Moskva i Sovjetunionen, død 20. november 2003 i New York City i USA) var en sovjetisk filminstruktør og manuskriptforfatter.

## Filmografi
- Lebedev protiv Lebedeva (Лебедев против Лебедева, 1965)[1][2]